# Maxine Sanders
Maxine Sanders, pravim imenom Arline Maxine Morris (* Cheshire, 30. prosinca 1946.), engleska okultistkinja, wiccanska velika svećenica i suosnivačica tradicije Aleksandrijske Wicce, koju je utemeljila sredinom 1960-ih, zajedno sa svojim bivšim suprugom Alexom Sandersom († 1988.).
Rodila se u Manchesteru u katoličkoj obitelji i primila prvo školovanje u samostanu Svetog Josipa. Njena majka se zanimala za ezoteriju, a sama Maxine je, navodno, bila vidovita i otvorena prema osjećajima i mislima drugih. Bila je inicirana u ranoj dobi, a s četrnaest godina srela je Alexa Sandersa, kojeg je prvi put bila upoznala u djetinjstvu, budući da je bio prijatelj njene majke. Dvije godine kasnije, dok je pohađala koledž za tajnice, bila je inicirana u Sandersov koven. Zaručili su se 1965. godine, a zakonito vjenčali 1968. godine nakon čega je postala velika svećenica Sandersovog kovena.
Godine 1967. Maxine i Alex su se odselili iz Manchestera u okolicu London gdje su držali predavanja o vještičarstvu i provodili obrede. Sa suprugom je dobila dvoje djece, kćerku Mayu (r. 1968.) i sina Victora (r. 1972.). Godine 1973. razvela se od supruga Alexa koji je odselio u Surrey, dok je ona ostala u svom stanu u Notting Hill Gateu. Unatoč razvodu, bivši je par radio zajedno na razvoju Alexandrijske Wicce do Alexove smrti 1988. godine.
Maxine je nastavila raditi kao visoka svećenica, predavati i provoditi inicijacije, a 2002. godine se preselila u malenu kamenu kuću, Bron Afron, u Nacionalnom parku Snowdonia u Walesu. S vremenom se povukla iz javnosti, a 2007. godine je izdala svoju autobiografiju "Vatreno dijete: Život i magija Maxine Sanders, kraljica vještica" (eng. Fire Child: The Life and Magic of Maxine Sanders, witch Queen). Godine 2010. preselila se natrag u London gdje podučava vještičarstvo i obrede.